# جوناس أساري
جوناس أساري (بالإنجليزية: Jonas Asare)‏ هو لاعب كرة قدم غاني في مركز الهجوم، ولد في 10 يوليو 1997 في أكرا في غانا. لعب مع FK Sloga Petrovac na Mlavi ‏.

## وصلات خارجية
- جوناس أساري على موقع قاعدة بيانات كرة القدم.إي يو (الإنجليزية)
- جوناس أساري على موقع Soccerway.com (الإنجليزية)